# 王封街道
王封街道，是中华人民共和国河南省焦作市中站区下辖的一个乡镇级行政单位。

## 行政区划
王封街道下辖以下地区：
瑞丰社区、丁香社区、朝阳社区和春晓社区。